# タレントゲーム
タレントゲーム（Talent game）は、芸能人・タレントをメインキャラクターとして起用したコンピュータゲームのジャンル。

## 概要
製作サイドとしては芸能人・タレントが持つ知名度の高さから一定の販売本数が見込めるため漫画やアニメを原作に持つ作品と似た販売戦略が取られることが多く、広い意味でのキャラクターゲームの一種と言える。特に1980年代の作品においては、起用した芸能人・タレントの知名度に依存し過ぎる余りゲームとしての完成度が低かったりゲームとして致命的な欠陥を抱えているケースがしばしば見受けられる点も、キャラクターゲームと共通である。
ジャンルに一定の傾向は無く、アクションゲーム、アドベンチャーゲーム、コンピュータRPG、ボードゲーム、クイズゲーム、対戦型格闘ゲーム、育成シミュレーションゲームなど多種多様である。また、野球、サッカー、ゴルフ、テニスなどのスポーツゲームやレーシングゲームではスポーツ選手を冠したゲームも存在する。
なお、厳密な意味でのタレントゲームに該当しないが、PlayStation 2以降の3Dポリゴンを使ったゲームにおいては、モデリング技術やモーションキャプチャの機種を追うごとの高度化により、「鬼武者シリーズ」「決戦II」「武刃街」「龍が如くシリーズ」「ロスト プラネット エクストリーム コンディション」「仁王」など、登場人物のキャラクターモデルの顔グラフィックやモーションキャプチャに有名な俳優等のタレントを起用するケースもある。また、特にオンラインゲームにおいては、イメージキャラクターとしてのタレントの起用、またそれに伴うゲーム内でのコラボレーションイベントの開催など、スポット的なタレントゲーム化とも言えるプロモーション手法もある。

## 歴史

### 昭和
1980年代前半はファミコンやMSXが登場し、家庭内でゲーム機や8ビットパソコンが本格的に普及し始めた時期であり、この時期に家電メーカーの系列企業を中心とするレコード会社がゲーム開発に多く参入している。レコード会社にとって所属アーティストは重要な資産であり、CD以外にもビデオクリップを始めとする関連商品を開発する必要に迫られた中でタレントゲームが登場した。レコード会社主導で製作された初期のタレントゲームで代表的なものには、MSXで発売された「堀ちえみ ストロベリーパズル」（ポニーキャニオン・1985年）や、ファミコン・MSXで発売された「聖飢魔II 悪魔の逆襲」（CBSソニー・1986年）などがある。
その一方、ゲームメーカーが芸能人の所属事務所や広告代理店に企画を持ちかけて開発・発売されたタレントゲームも存在する。「たけしの挑戦状」（タイトー・1986年）や「さんまの名探偵」（ナムコ・1987年）がその代表格である。しかし、このパターンでは「名義貸し」のみで当のタレントは実際の開発には関わっていないケースも少なからず存在したと言われる。ただし、｢たけしの挑戦状｣はビートたけし本人も製作に関わっていた。
また、流行り廃りの激しい芸能界そのものを題材としているため、発売から2か月以内が実質的な「賞味期限」である場合がほとんどで、発売から半年以上経過しても売れ続けるロングセラーとなった作品は極めて稀であった
（フライデー襲撃事件の影響で1990年まで販売中断していた『たけしの挑戦状』など）。

### 平成以降
こうして、1980年代後半は主にレコード会社や広告代理店の主導で数多くのタレントゲームが発売されたものの、少数の例外を除いてタレントの知名度に依存する余り肝心のゲームとしての完成度が低い作品がほとんどであったため、1990年代に入るとタレントゲームは「クソゲーの代名詞」的な扱いをされるようになり、ブームは終わっていく。
その一方で、1988年にはPCエンジンCD-ROM²が発売され当時、子役出身で新人アイドルへ転身を図っていた小川範子を起用したアドベンチャーゲーム「No.Ri.Ko」（ハドソン）が本体と同時発売された。このことは、既に芸能界である程度の成功を収めたうえでその知名度に便乗したキャラクターグッズとして発売されるケースがメインであった従来のタレントゲームとは一線を画し、新人アイドルのプロモーション材料としてのタレントゲームの登場を意味するものであった。1990年には、やはりハドソンからバーニングプロダクションの新人アイドルオーディション参加者を一堂に集めて製作された「みつばち学園」も発売されているが、この路線の後続作品はほとんど無く、日本ではゲーム中のグラフィックに実写そのものを取り込むことは稀となり、簡易的なアニメーションを採り入れることが多くなった（海外では実写取り込みゲームが一定の規模を持った）。
1980年代後半からのCD-ROM採用による大容量化と1994年の相次ぐ32ビットゲーム機発売は、結果的にコンピュータゲームとアニメの境界を低くすることに繋がり、ゲームで声優が起用されることも珍しくなくなった。その結果、アイドル声優と呼ばれるタイプの声優の存在がクローズアップされるようになり、1990年代後半には「どきどきON AIR」（ボトムアップ）や「ボイスアイドルマニアックス プールバーストーリー」（データイースト）を始めとする声優を顔グラフィックごと起用したタレントゲームも開発された。
2000年代に入ると、かつてタレントゲームの開発・発売において中心的な存在となっていたレコード会社の多くはゲーム機の開発費用高騰に伴う採算悪化を理由にゲーム事業から相次いで撤退。その結果、年を追うごとにタレントそのものを起用したゲームの発売本数は減少に向かった。
一方、1990年代以降はタレントそのものを起用したパチンコ・パチスロは増加傾向にあり、著名な外部版権をモチーフとしたものは『CRルパン三世』（平和）がヒットした頃にあたる1998年以降だが、著名なタレントとタイアップしたものについてはそれよりも早く、『CRフィーバーダウンタウン劇場』（SANKYO）がリリースした1996年以降となる。タレントと外部版権の双方とツインタイアップされた機種もそれなりに存在する。河内家菊水丸を役物や声に起用したSANKYOからリリースされた羽根モノの『オロチョンパ』（1991年）が最初のタレント機種で、「ピンク・レディー」「中森明菜」「AKB48」などを題材としたタレント機種は、シリーズ化される程の人気機種となった。
2010年代になるとアイドルとスマートフォン向けソーシャルゲームの流行を追い風に、タレントゲームが一定数リリースされ続けるようになった。特に『野田ゲー』（吉本興業）シリーズは、お笑いタレントの野田クリスタル自身がグラフィック・BGM作曲・プログラムまでを含めて自主開発したタレントゲームの変種となっている。

## 復刻に係る問題
近年、バーチャルコンソールやゲームアーカイブスといったレトロゲームの復刻や配信が盛んに行われているが、著作権や知的財産権こそ発売したゲーム会社のみにあるものの、それらの復刻は題材としたタレントが所属する芸能事務所等が持った肖像権の問題等もあり、漫画やアニメを原作とし、原作の権利者にも著作権があるキャラクターゲーム並に困難である。よって、現在、配信されているゲームはバーチャルコンソールでは｢たけしの挑戦状｣や、「高橋名人の冒険島シリーズ」のみにとどまっている。
また、タレントがゲームを製作した当時の所属事務所を離れている場合、または芸能界から引退している場合や死去している場合、本人の所在をつかめない場合も新規の復刻は非常に困難となる。特に、タレントが犯罪ないし重大な不祥事を起こしたような場合はほぼ見込みがなくなる。これは、事務所を変えて芸能活動を継続していたとしても製作当時の所属事務所と本人両方の許諾を要するためである。｢たけしの挑戦状｣のプロデュースを行ったビートたけしも本作発売してすぐに不祥事を起こして新たに個人事務所を設立しているため、当時所属していた太田プロダクションと、2018年まで所属していたオフィス北野との両方から許可を取ったものと思われる。「高橋名人の冒険島シリーズ」の場合にしても配信元で、「高橋名人」のゲーム関係における商標権を有しているハドソン→KONAMIが高橋名人の新たな勤務先である「ゲッチャ・コミュニケーションズ」→「MAGES.」から許可をとったとされる（一部作品のみ）。
許諾が得られる場合であっても、メーカー側としては新規に契約を結ぶ必要があるため、自社の一存で復刻可能なタイトルに比べると契約に手間がかかる上に、メーカーの取り分が少なくなるため、復刻に二の足を踏む場合が往々にして見られる。
一例としては、PCエンジンの「カトちゃんケンちゃん」（ハドソン・1987年）が日本国外（北米、フランス、韓国）では「J.J.&Jeff」というタイトルで主人公が架空のキャラクターに変更されているため、日本以外で展開していたバーチャルコンソールの配信や日本も含んだPCエンジン miniの収録タイトルに入っている一方、原作の「カトちゃんケンちゃん」はパッケージ版に留まり、各種ダウンロード配信が全く行われていない点が挙げられる。
『ゴルビーのパイプライン大作戦』は、ミハイル・ゴルバチョフ本人は公式イラストやタイトル画面に使われた顔グラフィックのみの起用に留まり、ゲーム本編中には一切登場していない。IPを有するD4エンタープライズが運営するレトロゲーム配信サービスであるPicoPico版や最初のプロジェクトEGG版では、ゴルバチョフの関連画像とタイトルロゴの『ゴルビーの』を削除するだけで済ませ、タイトルも『パイプライン大作戦』に改題されている。後にD4エンタープライズが親族の了承を得た上で肖像権の問題は解決され、ゴルバチョフ本人は2022年8月31日に亡くなったこと、生涯何処の芸能事務所にも所属していなかった一般人（ソビエト連邦→ロシアの政治家）であったことを踏まえ、2023年には発売当時のオリジナルバージョンである「ゴルビーのパイプライン大作戦」もプロジェクトEGGで配信されるようになった。
こうした事情のため、ゲームとしての完成度とは関係無く中古市場やネットオークションで発売時の希望小売価格を上回るプレミアム価格で取り引きされるタレントゲームも稀に見られる。

## 主なタレントゲーム
アクションゲーム
- Journey Escape（英語版）（データ・エイジ：Atari 2600、1982年 日本未発売） → ジャーニー
- Journey (1983 video game)（英語版）（バリー・ミッドウェイ：アーケードゲーム、1983年 日本未発売） → ジャーニー
- テディーボーイ・ブルース（セガ：アーケードゲーム、セガ・マークIII、1985年） → 石野陽子（現・いしのようこ）
- オールナイトニッポンスーパーマリオブラザーズ（任天堂：ディスクシステム、1986年12月） → オールナイトニッポン
- たけしの挑戦状（タイトー：ファミリーコンピュータ、1986年12月10日） → ビートたけしストーリー監修
- 聖飢魔II 悪魔の逆襲（CBSソニー：MSX・ファミリーコンピュータ、1986年）
- 所さんのまもるもせめるも（EPICソニー：ファミリーコンピュータ、1987年） → 所ジョージ
- カトちゃんケンちゃん（ハドソン：PCエンジン、1987年） → 加藤茶、志村けん
- ファミリートレーナー 突撃!風雲たけし城（バンダイ：ファミリーコンピュータ、1987年） → ビートたけし
  - ファミリートレーナー 突撃!風雲たけし城2（バンダイ：ファミリーコンピュータ、1988年）
- カケフくんのジャンプ天国 スピード地獄（ビック東海：ファミリーコンピュータ、1988年） → カケフくん（相良健治）
- 田代まさしのプリンセスがいっぱい（EPICソニー：MSX2・ファミリーコンピュータ、1989年）
- マイケル・ジャクソンズ・ムーンウォーカー（セガ：メガドライブ・SYSTEM18、1990年）
- ギャルズパニック（金子製作所：アーケードゲーム、1990年）） → 松本まりな、木田彩水、小沢奈美、美穂由紀、中原絵美、浅野しおり
- ジャッキー・チェン（英語版）（ハドソン：PCエンジン・ファミリーコンピュータ、1991年） → ジャッキー・チェン
- 爆笑 吉本新喜劇 今日はこれくらいにしといたる!（ハドソン：PCエンジン、1994年） → 間寛平（主人公）、吉本新喜劇座員の芸人多数
- 激突トマラルク TOMARUNNER VS L'Arc〜en〜Ciel（ソニー・コンピュータエンタテインメント：PlayStation、2000年）
- Apocalypse （サクセス：PlayStation、2001年） → ブルース・ウィリス
- Bruce Lee: Quest of the Dragon（英語版）（ヴィヴェンディ・ユニバーサルゲームズ：Xbox、2002年 日本未発売） → ブルース・リー
- Bruce Lee: Return of the Legend（英語版）（ヴィヴェンディ・ユニバーサルゲームズ：ゲームボーイアドバンス、2003年 日本未発売） → ブルース・リー
- Jet Li: Rise to Honor（英語版）（ソニー・コンピュータエンタテインメント：PlayStation 2、2004年 日本未発売） → ジェット・リー
- ダウンタウンのガキの使いやあらへんで!! 絶対に捕まってはいけないガースー黒光りランド（アルケミスト：ニンテンドー3DS、2015年） → ダウンタウン、月亭方正、ココリコほか
- HYDE RUN（Phoenixx：iOS・Android、2021年7月15日）

シューティングゲーム
- 新人類（リックスソフト：ファミリーコンピュータ、1987年2月10日） → 長州力
- レボリューションX（英語版）（ミッドウェイゲームズ：アーケードゲーム、1994年） → エアロスミス

対戦型格闘ゲーム
- 松村邦洋伝 最強の歴史をぬりかえろ!!（ショウエイシステム：スーパーファミコン、1994年）
- ジャッキー・チェン THE KUNG-FU MASTER（英語版）（カネコ：アーケードゲーム、1995年）

アドベンチャーゲーム
- さんまの名探偵（ナムコ：ファミリーコンピュータ、1987年） → 明石家さんま ほか、吉本興業所属のお笑い芸人多数
- 中山美穂のトキメキハイスクール（任天堂：ディスクシステム、1987年）
- リサの妖精伝説（コナミ：ディスクシステム、1988年） → 立花理佐
- No.Ri.Ko（ハドソン：PCエンジン、1988年） → 小川範子
- 光GENJI ローラーパニック（ポニーキャニオン：ディスクシステム、1989年）
- TM NETWORK LIVE IN POWER BOWL（EPICソニー：ファミリーコンピュータ、1989年）
- マインドシーカー（ナムコ：ファミリーコンピュータ、1989年4月18日） → 清田益章
- 鏡の国のレジェンド（ビクター音楽産業：PCエンジン、1989年） → 酒井法子
- 迷宮のエルフィーネ（日本テレネット：PCエンジン、1990年） → 西村知美
- みつばち学園（ハドソン：PCエンジン、1990年） ※新人オーディション参加者
- 舛添要一 朝までファミコン（ココナッツジャパンエンターテイメント：ファミリーコンピュータ、1992年）
- 井上麻美 この星にたった一人のキミ（ハドソン：PCエンジン、1992年） → 井上麻美 (Clik)
- X JAPAN Virtual Shock 001（セガ：セガサターン、1995年）
- 大幽霊屋敷 〜浜村淳の実話怪談〜（ヴィジット：PlayStation、1998年）
- ユーラシアエクスプレス殺人事件（エニックス：PlayStation、1998年） → 榎本加奈子 ほか
- おわらいよゐこのげえむ道 ～オヤジ探して3丁目～（KONAMI：ゲームボーイ、1999年12月25日） → よゐこ、TKOがゲスト
- ナイナイの迷探偵（ナムコ：PlayStation、1999年） → ナインティナイン
- 稲川淳二 恐怖の屋敷（ヴィジット：PlayStation、1999年）
- 稲川淳二 真夜中のタクシー（ヴィジット：PlayStation、2000年）
- ØSTORY（スクウェア：PlayStation 2、2000年） → 平山綾 ほか
- 霊刻 -池田貴族心霊研究所-（メディアファクトリー：PlayStation、2000年10月26日）

ロールプレイングゲーム
- ラサール石井のチャイルズクエスト（ナムコ：ファミリーコンピュータ、1989年）
- ファンキーファンタジー（吉本興業：セガサターン、1996年） → 吉本興業所属のお笑い芸人多数
- ザンビ THE GAME（gumi：iOS、Android、2019年5月15日） →乃木坂46、欅坂46、日向坂46

ボードゲーム
将棋
- 芹澤八段の詰将棋 （セガ： SG-1000、SC-3000、1983年） → 芹澤博文
- 本将棋 内藤九段将棋秘伝（セタ：ファミリーコンピュータ、1985年8月10日） → 内藤國雄
- 谷川浩司の将棋指南（ポニカ：MSX、1986年） → 谷川浩司
  - 谷川浩司の将棋指南II ＜名人への道＞（ポニーキャニオン：ファミリーコンピュータ、1988年3月18日）
  - 谷川浩司の将棋指南III（ポニーキャニオン：ファミリーコンピュータ、1989年9月14日）

- 将棋 風林火山（ポニーキャニオン：スーパーファミコン、1993年10月29日） → 神吉宏充、林葉直子、小林健二、塚田泰明、谷川浩司
- 伊藤果六段の将棋道場（アスク：スーパーファミコン、1994年2月4日） → 伊藤果
- 羽生名人のおもしろ将棋（トミー：スーパーファミコン、1995年3月31日） → 羽生善治
- 朝日新聞連載 加藤一二三九段将棋（バリエ：スーパーファミコン、1995年9月22日） → 加藤一二三
- 最強羽生将棋（セタ：NINTENDO 64、1996年6月23日）
- 加藤一二三九段 将棋倶楽部（ヘクト：スーパーファミコン、1997年5月16日）
- 加藤一二三九段の将棋教室（カルチャーブレーン：1999年4月9日）
- 加藤一二三 九段監修 ひふみんの将棋道場（ポケット：Nintendo Switch、2018年12月20日）
- 棋士・藤井聡太の将棋トレーニング（ゲームスタジオ：Nintendo Switch、2020年3月5日）
- 香川愛生とふたりで将棋（シルバースタージャパン：Microsoft Windows・Nintendo Switch、2020年10月30日）

麻雀
- 井出洋介名人の実戦麻雀（カプコン：ファミリーコンピュータ、1987年9月24日）
  - 井出洋介名人の実戦麻雀II（カプコン：ファミリーコンピュータ、1991年2月22日）

- 田村光昭の麻雀ゼミナール（ポニーキャニオン：ファミリーコンピュータ、1990年9月21日）
- 所さんのまーまーじゃん!（セガ：アーケードゲーム（システム24）、1992年）
  - 所さんのまーまーじゃん2 -ToKoRo'sCup-（セガ：アーケードゲーム（システム24）、1994年）

- ToKoRo'sマージャン（ビック東海：スーパーファミコン、1994年）
- 役満Wii 井出洋介の健康麻将（任天堂：Wii、2008年5月20日）
  - 井出洋介の健康麻将DSi（任天堂：ニンテンドーDSiウェア、2009年2月25日）

- アッコでポン! 〜イカサマ放浪記〜（サクセス：ニンテンドーDS・Wii、2008年） → 和田アキ子 ほか、ホリプロ所属タレント多数

その他
- たけしの戦国風雲児（タイトー：ファミリーコンピュータ、1988年） → ビートたけし、たけし軍団
- 爆笑!スターものまね四天王（パック・イン・ビデオ：ファミリーコンピュータ、1989年） → コロッケ、ビジーフォー、清水アキラ、栗田貫一
- 所さんの大富豪（コナミ：PlayStation、2000年）
- 天空のレストラン Hello! Project Ver.（メディアファクトリー：PlayStation、2001年） → ハロー!プロジェクトに属するアイドル多数
- 志村けんのバカ殿様 爆笑天下統一ゲーム（TDKコア：ゲームボーイアドバンス、2002年）
- ミニモニ。ダイスdeぴょん!（コナミ：PlayStation、2002年3月12日）→ ミニモニ。
  - ミニモニ。ステップぴょんぴょんぴょん♪（コナミ：PlayStation、2002年12月12日）
  - ミニモニ。おねがい☆お星さま!（コナミ：ゲームボーイアドバンス、2002年12月12日）

- オセロdeオセロDS（メガハウス：ニンテンドーDS、2008年） → オセロ (お笑いコンビ)

クイズゲーム
- ゆうゆのクイズでGO!GO!（タイトー：アーケードゲーム・スーパーファミコン、1989年） → 岩井由紀子
- 爆笑!!オール吉本クイズ王決定戦DX（吉本興業：3DO、1995年3月24日、セガサターン、12月1日、PlayStation、12月15日）→島田紳助司会、吉本所属芸人多数
- 森口博子のクイズでヒューヒュー（タイトー：アーケードゲーム、1995年）
- ルー大柴&細川ふみえ 早押しクイズ グランドチャンピオン大会（ジャレコ：アーケードゲーム、1995年） → ルー大柴、細川ふみえ
- いつでもどこでも 大仁田厚の政治クイズDS（マイルストーン：ニンテンドーDS、2007年）

スポーツゲーム
- ハイパーオリンピック殿様版（コナミ：ファミリーコンピュータ、1985年11月16日） → 志村けん（志村の殿様）
- 極悪同盟 ダンプ松本（セガ：アーケードゲーム、1986年）
- マイクタイソン・パンチアウト!!（任天堂：ファミリーコンピュータ、1987年11月21日）
- ジャンボ尾崎のホールインワン・プロフェッショナル（ハル研究所：ファミリーコンピュータ、1988年2月1日） → 尾崎将司
- 'Buster' Douglas Knockout Boxing（セガ：セガジェネシス、1990年6月1日 日本未発売） → ジェームス・ダグラス
  - ジャンボ尾崎のホールインワン（ハル研究所：スーパーファミコン、1991年2月23日）
- 中嶋悟F-1ヒーロー（バリエ：ファミリーコンピュータ、1988年12月9日） → 中嶋悟
  - 中嶋悟F-1ヒーロー2（バリエ：ファミリーコンピュータ、1991年9月27日）
- 寺尾のどすこい大相撲（ジャレコ：ファミリーコンピュータ、1989年11月24日） → 寺尾常史
- エモやんの10倍プロ野球 セリーグ編（ヘクト：ファミリーコンピュータ、1989年12月19日） → 江本孟紀
- 千代の富士の大銀杏（フェイス：ファミリーコンピュータ、1990年12月7日） → 千代の富士貢
- キューティー鈴木のリングサイドエンジェル（アスミック：メガドライブ、1990年12月12日）
- 東尾修監修・プロ野球スタジアム'91（徳間書店インターメディア：ゲームボーイ、1991年8月9日）
  - 東尾修監修 プロ野球スタジアム'92（徳間書店インターメディア：ゲームボーイ、1992年）
  - 東尾修監修 スーパープロ野球スタジアム（徳間書店インターメディア：スーパーファミコン、1993年9月30日）
- アイルトン・セナ スーパーモナコGP II（セガ：メガドライブ・ゲームギア・マスターシステム（海外のみ）、1992年）
- 江川卓のスーパーリーグCD（セガ：メガCD、1993年） → 江川卓
- 大仁田厚 FMW（ポニーキャニオン：スーパーファミコン、1993年8月6日）
- ジミーコナーズのプロテニスツアー（ミサワエンターテインメント：スーパーファミコン、1993年10月29日） → ジミー・コナーズ
- 若貴大相撲〜夢の兄弟対決〜（イマジニア：ファミリーコンピュータ、1993年11月12日） → 花田虎上、貴乃花光司
- 武田修宏のスーパーカップサッカー（ジャレコ：スーパーファミコン、1993年11月26日） → 武田修宏
  - 武田修宏のスーパーリーグサッカー（ジャレコ：スーパーファミコン、1994年11月25日）
- 鬼塚勝也スーパーバーチャルボクシング（ソフエル：スーパーファミコン、1993年11月26日） → 鬼塚勝也
- ラモス瑠偉のワールドワイドサッカー（パック・イン・ビデオ：スーパーファミコン、1994年2月25日） → ラモス瑠偉
- ジーコサッカー（エレクトロニック・アーツ・ビクター：スーパーファミコン、1994年3月4日）
- 伊達公子のバーチャルテニス（ビーアイ：スーパーファミコン、1994年5月13日） → 伊達公子
- 天龍源一郎のプロレスレヴォリューション（ジャレコ：スーパーファミコン、1994年9月30日） → 天龍源一郎
- 船木誠勝 HYBRID WRESTLER 闘技伝承（テクノスジャパン：スーパーファミコン、1994年10月21日）
- 岡本綾子とマッチプレイゴルフ（ツクダオリジナル：スーパーファミコン、1994年12月21日） → 岡本綾子
- 野茂英雄ワールドシリーズベースボール（セガ：セガサターン、1995年11月17日） → 野茂英雄
- 最強 高田延彦（ハドソン：スーパーファミコン、1995年12月27日）
- 松方弘樹のワールドフィッシング（メディアクエスト：セガサターン、1996年） → 松方弘樹
- 古田敦也のシミュレーションプロ野球2（ヘクト：スーパーファミコン、1996年8月24日） → 古田敦也
- 糸井重里のバス釣りNo.1（任天堂：スーパーファミコン、1997年2月21日）
  - 糸井重里のバス釣りNo.1 決定版!（任天堂：NINTENDO64、2000年3月31日）
- ファンキーヘッドボクサーズ（ヒットメーカー：セガサターン、1997年1月10日） → 吉本興業所属のお笑い芸人多数
  - ファンキーヘッドボクサーズ+（ヒットメーカー：セガサターン、1997年5月2日） → 吉本興業所属のお笑い芸人多数
- タイガー・ウッズ PGA TOURシリーズ（EAスポーツ、1998年以降）
- 所さんの世田谷カントリークラブ（ナツメ：ゲームボーイカラー、2000年）
- 高橋尚子のマラソンしようよ!（タイトー：PlayStation 2、2003年11月13日） → 高橋尚子
- 小川直也のマッスルジャッジメント（アトラス：アーケードゲーム、2006年3月） → 小川直也
- 宮里三兄弟内蔵 SEGA CLUB GOLF（セガ：PlayStation 3、2006年11月11日） → 宮里聖志、宮里優作、宮里藍

音楽ゲーム
- STOLEN SONG（ソニー・ミュージックエンタテインメント：PlayStation、1998年） → 布袋寅泰
- Iceman Digital Play Stage（ソニー・ミュージックエンタテインメント：PlayStation、1998年3月26日）
- Dancing Stage featuring TRUE KiSS DESTiNATiON（コナミ：アーケードゲーム・PlayStation、1999年） → TRUE KiSS DESTiNATiON
- PERFECT PERFORMER -THE YELLOW MONKEY-（ソニー・コンピュータエンタテインメント：PlayStation、1999年7月1日）
- Dancing Stage featuring DREAMS COME TRUE（コナミ：アーケードゲーム、1999年・PlayStation、2000年） → DREAMS COME TRUE
- ミニモニ。シャカっとタンバリン!だぴょん!（セガ：PlayStation、2002年9月12日）→ ミニモニ。
- OVER THE MONOCHROME RAINBOW featuring SHOGO HAMADA（ソニー・ミュージックエンタテインメント：PlayStation 2、2003年） → 浜田省吾
- ギターヒーロー エアロスミス（英語版）（アクティビジョン、2008年） → エアロスミス
- Guitar Hero: Metallica（英語版）（アクティビジョン、2009年 日本未発売） → メタリカ
- The Beatles: Rock Band（英語版）（MTVゲームズ、2009年 日本未発売） → ビートルズ
- Green Day: Rock Band（英語版）（MTVゲームズ、2010年 日本未発売） → グリーン・デイ
- マイケル・ジャクソン: ザ・エクスペリエンス（ユービーアイソフト、2011年）
- AKB48グループ ついに公式音ゲーでました。（S&P：iOS・Android、2014年5月7日）
- ハロプロタップライブ（アスキス：iOS・Android、2014年11月12日） → ハロー!プロジェクトに属するアイドル多数
- ユニゾンエアー（アピリッツ：iOS・Android、2019年9月24日）→櫻坂46、日向坂46

恋愛ゲーム
- AKB1/48 アイドルと恋したら…（バンダイナムコゲームス：PlayStation Portable、2010年）
- AKB1/48 アイドルとグアムで恋したら…（バンダイナムコゲームス：PlayStation Portable、2011年）
- AKB1/149 恋愛総選挙（バンダイナムコゲームス：PlayStation Portable・PlayStation Vita・PlayStation 3、2012年・2013年）
- 乃木恋〜坂道の下で、あの日僕は恋をした〜（allfuz：iOS、Android・携帯電話、2016年4月26日）  → 乃木坂46
- ひなこい（10ANTZ Inc.：iPod、iPhone、Android・携帯電話、2020年11月18日）  → 日向坂46

その他
- 松本亨の株式必勝学（イマジニア：ファミリーコンピュータ、1988年2月18日）
  - 松本亨の株式必勝学II（イマジニア：ファミリーコンピュータ、1989年3月31日）
- 井崎脩五郎の競馬必勝学（イマジニア：ファミリーコンピュータ、1990年3月20日） → 井崎脩五郎
- 黒鉄ヒロシの予想大好き! 勝馬伝説（日本物産：ファミリーコンピュータ、1990年4月20日） → 黒鉄ヒロシ
- ゴルビーのパイプライン大作戦（徳間書店：ファミリーコンピュータ、1991年4月12日） → ミハイル・ゴルバチョフ
- クニちゃんのゲーム天国、同Part2（セガ：ゲームギア、1991年 - 1992年）→ 山田邦子
- SINRI TEST それいけ×ココロジー（セガ：アーケードゲーム、1992年）→ 所ジョージ、美輪明宏[注 7]
  - SHINRI TEST それいけ×ココロジー2（セガ：アーケードゲーム、1993年）→ 所ジョージ
- ジグザグキャット ダチョウ倶楽部も大騒ぎダ（DEN'Z：スーパーファミコン、1994年）
- 蛭子能収の大穴競艇(セタ：プレイステーション、1996年) → 蛭子能収
- ボイスアイドルマニアックス プールバーストーリー（データイースト：セガサターン、1997年） → 声優が実写で多数登場
- どきどきON AIR（ボトムアップ：Windows・Macintosh、1997年） → 声優が実写で多数登場
- Digital Dance MIX 安室奈美恵（セガ・エンタープライゼス：セガサターン、1997年1月10日） → 安室奈美恵
- プロジェクトV6（ゼネラル・エンタテイメント：PlayStation、1998年）
- 榎本加奈子のボケ診断ゲーム（オラシオン：PlayStation、1999年）
- つっこみ養成ギプス ナイス★ツッコミ（ナムコ：アーケードゲーム、2002年7月12日） → 松竹芸能所属のお笑い芸人9組
- 闘魂 猪木道~ぱずるDEダァーッ!~（パシフィック・センチュリー・サイバーワークス・ジャパン：PlayStation 2、2002年12月19日） →アントニオ猪木
- RAIN WONDER TRIP（バンダイナムコゲームス：PlayStation Portable、2006年） → RAIN（ピ）
- ペ・ヨンジュンと学ぶ韓国語DS デート編・テスト編（ディースリー・パブリッシャー：ニンテンドーDS、2作とも2010年8月26日）
- AKB48 ステージファイター（グリー：携帯電話・スマートフォン、2011年10月25日）
- AKB48の野望（グリー：携帯電話・PC、2013年1月）
- 野田ゲーシリーズ（吉本興業：スマートフォン・Nintendo Switch、2016年～） → 野田クリスタル（マヂカルラブリー）自主開発、デッカチャンなどの一部吉本所属芸人もゲスト出演
- 日向坂46とふしぎな図書室（Sony Music Solutions Inc.：ios、Android・携帯電話、2021年2月25日）  → 日向坂46